# 台湾角川
台湾角川股份有限公司（たいわんかどかわこぶんゆうげんこうし）は、日本の出版社・KADOKAWAの台湾における現地法人。通常は「台湾角川」ないし「台角」の略称が用いられる。本社は台北市に所在。

## 沿革
- 1999年
  - 4月 - 角川書店、住友商事、第一勧業銀行（現みずほ銀行）及び現地の大手印刷事業者である秋雨印刷の共同出資により台湾国際角川書店股份有限公司（Kadokawa Media (Taiwan) Co., Ltd.）を設立。
  - 9月 - 情報誌「Taipei Walker（台北ウォーカー）」を創刊。
- 2000年 - 書籍の翻訳出版を開始。
- 2001年 - 漫画の翻訳出版を開始。
- 2003年
  - ライトノベルの翻訳出版を開始。
  - 4月 - 角川ホールディングス発足に伴い、新設された角川書店の子会社となる。
- 2007年
  - 1月 - 角川グループパブリッシング発足に伴い、新設された角川書店の子会社となる。
- 2013年
  - KADOKAWA HOLDINGS ASIA LTD.（角川集団亜洲有限公司）の子会社となる。
  - 3月 - 動画及商品部門を設立し、KADOKAWAアニメ作品の代理店事業を開始。
  - 8月 - 台湾角川股份有限公司（KADOKAWA TAIWAN CORPORATION）に商号変更。
- 2015年
  - 8月 - ブックウォーカーと共同出資で台湾漫読股份有限公司（TAIWAN BOOKWALKER）を設立。

## 概要
- 角川書店はもとより、富士見書房・メディアワークス・エンターブレインなどのブランドカンパニー（旧グループ企業）の出版物についても漫画や小説（特にライトノベル）を中心に繁体字中文への翻訳・ローカライズを行っている。
- 東京ウォーカーの台湾圏内版「台北Walker」「高雄Walker」などの雑誌も発行している。
- ライトノベル（軽小説）のタイトルは角川スニーカー文庫・角川ビーンズ文庫・富士見ファンタジア文庫・電撃文庫・ファミ通文庫の混成となっている。
- 台湾角川ライトノベル&イラスト大賞を主催する。
- 出版物の販売地域は同じ繁体字中国語圏である香港も含まれている。